# Incognito (album Céline Dion)
Incognito è il dodicesimo album e l'ottavo album in studio della cantante canadese, Céline Dion, pubblicato in Quebec, Canada, il 2 aprile 1987.Primo lavoro pubblicato dalla CBS Records; contiene otto canzoni prodotte da Jean-Alain Roussel, Aldo Nova e Pierre Bazinet. Sei canzoni sono state rilasciate come singoli e tutte hanno raggiunto la top-five della Quebec Airplay Chart, tra cui. Incognito, Lolita (trop jeune pour aimer), Comme un cœur froid e D'abord, c'est quoi l'amour. L'album fu certificato due volte disco di platino in Canada e vendette oltre 500 000 copie in tutto il mondo.

## Contenuti
Incognito ha dato il via al nuovo look di Céline, al nuovo sound, al nuovo team di compositori e produttori ed è stato il primo album rilasciato dalla nuova casa discografica, la CBS Records. L'album fu pubblicato in Quebec nell'aprile del 1987 con dei brani prodotti da Jean-Alain Roussel, Aldo Nova e Pierre Bazinet. I testi sono stati scritti da Luc Plamondon, Isa Minoke e Eddy Marnay mentre le musiche sono state composte da Jean-Alain Roussel, Aldo Nova, Daniel Lavoie, Robert Lafond e Steven Tracey. L'album contiene anche una cover in lingua francese di Love in the Shadows di Elizabeth Daily, intitolata Délivre-moi.
Alla fine del 1988, Incognito venne pubblicato in Francia con un elenco di tracce diverso dalla prima pubblicazione. Esso, invece di Partout je te vois e Délivre-moi, includeva la canzone vincitrice dell'Eurovision del 1988, Ne partez pas sans moi e una cover di Ma chambre di Jean-Pierre Ferland (lato B dei singoli di Incognito). Nell'ottobre del 1992, Incognito è stato emesso in Francia con la lista di brani originali e nell'agosto del 1995 l'album fu disponibile in vari paesi del mondo.

## Singoli
Il primo singolo,On traverse un miroir è entrato nella Quebec Airplay Chart il 25 aprile 1987 e ha raggiunto il secondo posto. Il secondo singolo pubblicato, Incognito ha debuttato il 6 giugno 1987, scalando la classifica per sei settimane. Il singolo successivo,Lolita (trop jeune pour aimer)" è entrato nella Quebec Airplay Chart il 3 ottobre 1987 e ha occupato la posizione numero uno per due settimane.
Il quarto singolo, Comme un cœur froid, è stato pubblicato il 6 febbraio 1988 ed è rimasto in cima alla classifica per due settimane. Il quinto singolo, Délivre-moi è entrato nella Quebec Airplay Chart il 18 giugno 1988 è salito al quarto posto, raggiunto anche dall'ultimo singolo canadese, D'abord, c'est quoi l'amour, uscito il 17 ottobre 1988 ed è diventato un altro numero uno della Dion dall'album Incognito, trascorrendo due settimane al vertice. Jours de fièvre fu pubblicato come singolo in Danimarca alla fine del 1988.

## Promozione
Il 2 aprile 1987, Céline Dion si esibì in uno spettacolo speciale organizzato per celebrare l'uscita di Incognito, al Club L'Esprit a Montréal, in Canada. Il 7 aprile 1987 è apparsa nella trasmissione televisiva Montréal en direct in onda su Télé-Metropole, dove cantò On traverse un miroir, Lolita (trop jeune pour aimer) e Incognito. Il 27 settembre 1987, uno speciale televisivo intitolato Spécial Incognito andò in onda su Radio-Canada, dove fu mostrato il video musicale di Incognito e le esecuzioni di alcune canzoni di Incognito e di tre cover (My Heart Belongs to Daddy, Chattanooga Choo Choo e Seulement qu'un aventure). Il 2 novembre 1987, la Dion eseguì la versione inglese di Partout je te vois, Have a Heart ai Juno Award. Nel 1987, eseguì Incognito e On traverse un miroir su Ad lib sul canale TVA, Ma chambre in Ferland / Nadeau su Télé-Metropole, Partout je te vois, una cover di Greatest Love of All e Encore et encore (duetto con Francis Cabrel) a Station soleil, su Radio-Québec e Comme un cœur froid su Montréal en direct.
Il 15 febbraio 1988, Céline Dion canta Incognito, Comme un cœur froid e Memory su Téléfun del canale TQS. Il 1º luglio 1988, si esibisce in Comme un cœur froid e Can not We Try (duetto con Dan Hill) su Joyeux millions Canada di TVA. Nel settembre 1988, la Dion cantò D'abord, c'est quoi l'amour su Laser 33-45 su Radio-Canada. Altre apparizioni televisive del 1988 includevano l'esibizione di Ma chambre, Summertime e D'abord, c'est quoi l'amour su Ad lib. Successivamente, nel 1989, Céline eseguì anche Lolita (trop jeune pour aimer) e D'amour ou d'amitié su Ad lib e Délivre-moi su Ferland/Nadeau. Inoltre, intraprese la Incognito tournée esibendosi in settantacinque spettacoli in Canada tra gennaio e dicembre 1988.

## Recensioni di critica
AllMusic diede all'album Incognito il voto di tre stelle su cinque.

## Successo commerciale
Il 23 novembre 1987, Incognito è stato certificato disco d'oro dalla CRIA per aver venduto 50 000 copie. Il 16 settembre 1988, è stato certificato disco di platino in Canada per aver venduto di 100 000 copie. Successivamente, il 31 gennaio 1996, l'album è stato certificato due volte disco di platino dalla CRIA per la vendita di oltre 200 000 copie. In Belgio Vallonia, Incognito è entrato nella classifica Ultratop 200 Albums nel 1995, grazie al successo di D'eux e ha raggiunto la posizione numero sessantacinque l'11 novembre 1995. In totale Incognito ha venduto oltre 500 000 copie in tutto il mondo.

## Riconoscimenti
Nel 1987, Céline Dion fu nominata ai Félix Award nella categoria Cantante femminile dell'Anno, mentre Incognito fu nominato nella categoria Album Pop dell'Anno. Jean-Alain Roussel vinse nella categoria Miglior Arrangiatore per Comme un cœur froid  ottenendo altre due nomination per la produzione e l'ingegneria del brano Incognito. Nel 1988, la Dion vinse due Félix Award come Cantante femminile dell'Anno e nella categoria Canzone più popolare dell'Anno per Incognito. Grazie alla Incognito tournée, la Dion ha anche vinto nella categoria Miglior performance teatrale dell'Anno ed è stata nominata nella categoria Show dell?Anno. Incognito tournée vinse nella categoria Direttore di palcoscenico dell'Anno ed è stato nominato nella categoria Scenografo dell'Anno e Progettista di luci dell'Anno.
Céline Dion è stata anche nominata per il Juno Award come Miglior Cantante Femminile dell'Anno nel 1987 e nel 1989. È stata anche nominata per tre MetroStar Award nel 1987 (Cantante Femminile dell'Anno, Giovane Artista dell'Anno, Personaggio Femminile dell'Anno) e quattro nel 1988 (Cantante Femminile dell'Anno, Giovane Artista dell'Anno, Personaggio Femminile dell'Anno, Premio della Giuria) vincendo il come Giovane Artista dell'Anno nel 1988. Lo speciale televisivo della Dion intitolato Spécial Incognito è stato nominato ai Gémeaux Award nel 1988 in sei categorie, vincendo nelle categorie: Migliore fotografia e Migliore illuminazione. Altre nomination sono state: Miglior regia, Migliore scenografia, Miglior costume e Miglior trucco/Capelli.

## Tracce

### Incognito(Canada)
1. Incognito – 4:26 (Luc Plamondon, Jean-Alain Roussel)
2. Lolita (trop jeune pour aimer) – 3:59 (Plamondon, Daniel Lavoie)
3. On traverse un miroir – 4:30 (Isa Minoke, Robert Lafond)
4. Partout je te vois – 3:50 (Eddy Marnay, Nova)
5. Jours de fièvre – 5:08 (Marnay, Roussel)
6. D'abord, c'est quoi l'amour – 4:05 (Marnay, Steven Tracey)
7. Délivre-moi – 3:52 (Marnay, Elizabeth Daily, Harold Faltermeyer)
8. Comme un cœur froid – 5:15 (Marnay, Roussel)

### Incognito(Francia)
1. Incognito – 4:37 (Plamondon, Roussel)
2. Lolita (trop jeune pour aimer) – 4:17 (Plamondon, Lavoie)
3. On traverse un miroir – 4:36 (Minoke, Lafond)
4. Ma chambre – 4:10 (Jean-Pierre Ferland, Daniel Mercure)
5. Jours de fièvre – 5:12 (Marnay, Roussel)
6. D'abord, c'est quoi l'amour – 4:22 (Marnay, Tracey)
7. Ne partez pas sans moi – 3:07 (Nella Martinetti, Atilla Şereftuğ)
8. Comme un cœur froid – 5:10 (Marnay, Roussel)